# Медведєв Віталій Михайлович
Віталій Михайлович Медведєв (7 травня 1983 , Чирчик, Ташкентська область ) — український фехтувальник на шпагах, призер чемпіонатів світу та Європи у командній шпазі.

## Життєпис
Народився в узбецькому місті Чирчик у 1983 році.
У 1990 році переїхав у місто Саки, Автономна Республіка Крим. Там в одинадцять років почав займатися фехтуванням у тренера Андрія Феногентова. У 1997 році переїхав вчитися у Олімпійський коледж імені Івана Піддубного у Київ, тренуючись у Леоніда Ємельяновича Андреюка.

У 2003 році програв у фіналі юніорського чемпіонату Європи, мінімально поступившись французу Готьє Грум'є (14:15).
У 2008 році увійшов до складу збірної України на Олімпійських іграх у Пекіні. Там він виступав лише у командних змаганнях. Збірна України поступилася збірним Польщі (37:45) та Угорщини (29:45), а у поєдинку за сьоме місце перемогла Південну Корею (41:39).
Сезон 2013 року став найуспішнішим у кар'єрі спортсмена. У складі команди, разом із Анатолійом Гереєм, Дмитром Карюченком та Богданом Нікішиним, виграв срібну медаль чемпіонату світу та бронзову медаль чемпіонату Європи.